# 슈퍼 페이퍼 마리오
《슈퍼 페이퍼 마리오》(Super Paper Mario)는 닌텐도가 개발한 Wii용 게임 소프트웨어이다. 일본에서 2007년 4월 19일 먼저 발매했으며, 대한민국에서는 2009년 2월 26일에 발매되었다. 희망 소비자 가격은 44,000원이다.

## 같이 보기
- 마리오 시리즈의 연도별 목록